# Ferencz Mónika
Ferencz Mónika (Budapest, 1991. március 29. –) magyar költő, műfordító.

## Élete és munkássága
Budapesten született, Gödön nőtt fel, középiskolás tanulmányait pedig Vácon végezte. A Szegedi Tudományegyetem anglisztika, majd a Budapesti Gazdasági Főiskola marketing-közgazdász szakára járt.
József Attila Kör volt elnökségi tagja , a Fiatal Írók Szövetsége tagja és a Műút folyóirat volt online szerkesztője.
2017 tavaszán jelent meg az első verseskötete Hátam mögött dél  címmel a Scolar Kiadó L!ve sorozatának első költészeti darabjaként.

## Művei

### Önálló művei
- Hátam mögött dél, Scolar, Bp., 2017 (Scolar live)
- Búvárkodás haladóknak, Scolar, Bp., 2021 (Scolar live)

### Antológiák
- InstaVers antológia, Athenaeum, 2016
- Szép versek 2017, Magvető, 2017
- Mind túl vagyunk a határon, Szépírók Társasága, 2019
- Lehetnék bárki – Kortárs és kortalan versek, Tilos az Á, 2020
- Hunger Like Starlings: Hungarian & Scottish Poetry, Tapsalteerie, 2020[3]
- Mind túl vagyunk a határon, Szépírók Társasága, 2019
- Alibi hat hónapra – Levegő, Hamu és gyémánt kiadó, 2020
- AZ 10 – A 10 éves Ambroozia antológiája (2021)
- Către saturn, înot, Max Blecher, 2021

## Díjak, ösztöndíjak
- Babits Mihály műfordítói ösztöndíj (2016) [4]
- Horváth Péter irodalmi ösztöndíj (jelölés, 2017) [5]
- Móricz Zsigmond-ösztöndíj (2019) [6]
- Junior Szépíró-díj (2019)[7]

## Interjúk
- Szükséges a csend – Köménymag irodalmi kör – interjúsorozat – ContextUs.hu
- Nem szól a cím se másról, csak ami biztos – soundcity:szeged
- A tűz és a jég egyszerre van jelen benne Archiválva 2020. augusztus 4-i dátummal a Wayback Machine-ben  – Now Magazin
- Észak felé tartó utak Archiválva 2019. szeptember 3-i dátummal a Wayback Machine-ben – Félonline
- Kevés vadhajtás van benne – Pesti Bölcsész Újság
- Összeszedettebbé tett a Hátam mögött dél – ContextUs.hu
- Észak, a megfontolt égtáj – Klubrádió, Belső közlés (2019)